# Paris Saint-Germain F.C.
Paris Saint-Germain Football Club – francuski klub piłkarski z siedzibą w Paryżu, rozgrywający mecze na stadionie Parc des Princes. Założony został w 1970 roku i aktualnie występuje w rozgrywkach Ligue 1. Drużyna należy do najbardziej utytułowanych w swoim kraju, mając na koncie m.in. trzynaście mistrzostw Francji, szesnaście Pucharów Francji, trzynaście Superpucharów Francji, dziewięć Pucharów Ligi Francuskiej oraz Puchar Zdobywców Pucharów, Puchar Intertoto, Superpuchar UEFA i Ligę Mistrzów.

## Historia

### Początki klubu (1970–1978)
Klub PSG utworzony został 26 czerwca 1970 roku na skutek fuzji dwóch zespołów paryskich: Stade Saint-Germain (istniejącego od czerwca 1904 do czerwca 1970 – prawdziwego protoplasty PSG) i Paris FC. Oficjalnie zarejestrowany został 12 sierpnia 1970. Jego nazwa pochodzi od nazwy podparyskiej miejscowości Saint-Germain-en-Laye. PSG miał status klubu zawodowego od lipca 1971 do maja 1972. Ponownie klubem zawodowym PSG został w lipcu 1974 i jest nim do dziś.
W pierwszym swoim sezonie (1970/1971) drużyna wystąpiła w drugiej klasie rozgrywkowej, by już po roku świętować pierwszy historyczny awans do Division 1. Debiutancki mecz Paryżanie rozegrali 11 sierpnia 1971 przegrywając na wyjeździe z zespołem Angers SCO 0:2. Po pierwszym sezonie w najwyższej klasie rozgrywkowej PSG uplasował się zaledwie na 16 pozycji, odnosząc 10 zwycięstw przy 18 porażkach w 38 spotkaniach. W maju 1972 nastąpił rozłam klubu ponownie na Paris FC, który kontynuował występy w Division 1 oraz na dzisiejszy klub PSG, który w nowym sezonie miał występować zaledwie na poziomie 3 ligi. Jednak już po roku udało się wywalczyć awans, by w sezonie 1973/1974 po zajęciu 2. miejsca w grupie B drugiej ligi uzyskać szansę powrotu do ścisłej czołówki we Francji. PSG poprzez fazę play-off wykorzystał ją eliminując w dwumeczu zespół Valenciennes FC (1:2 i 4:2). Ważny odnotowania również jest fakt, że od tego momentu drużyna już zawsze rywalizowała wyłącznie na arenach pierwszoligowych. W lipcu 1974 do użytku klubu oddano stadion Parc des Princes, na którym rozgrywa swe mecze do dziś.
W czerwcu 1973 stanowisko prezesa objął projektant mody Daniel Hechter, który jako pierwszy dokonał zmiany wyglądu strojów meczowych. Dotychczasowe niemal jednolicie czerwone koszulki zastąpione zostały przez niebieskie z czerwonym pionowym pasem pośrodku otoczonym z obu stron białymi prążkami. Debiut nowych strojów miał miejsce już w sezonie 1973/1974 kiedy to zespół występował jeszcze w drugiej lidze. Mimo że włodarze wielokrotnie próbowali zmienić ich wygląd, wzór ten zachował się do dziś stając się jednym z symboli paryskiej drużyny.

### Prezes Francis Borelli (1978–1991)
W okresie trzynastu lat, począwszy od stycznia 1978, w którym stanowisko prezesa klubu piastował Francis Borelli klub ze stolicy Francji odnotował swoje pierwsze znaczące sukcesy na arenie krajowej. Pierwszymi osiągnięciami PSG było zdobycie Pucharu Francji w latach 1982 i 1983 oraz mistrzostwo Francji w roku 1986.
15 maja 1982 w finale Pucharu Francji, na stadionie Parc des Princes przy udziale ponad 46-tysięcznej widowni, paryska drużyna zmierzyła się z zespołem AS Saint-Étienne. Po dramatycznym meczu, zakończonym w regulaminowym czasie wynikiem remisowym 1:1 i zdobyciu w ostatniej minucie dogrywki bramki dla PSG na 2:2 (Toko 58', Rocheteau 120'), zwycięzca musiał zostać wyłoniony poprzez konkurs rzutów karnych. Triumfatorem został zespół ze stolicy Francji, który pewniej egzekwując jedenastki wygrał 6:5.
15 września 1982 klub zadebiutował w europejskich rozgrywkach wyjazdowym meczem 1/16 finału Pucharu Zdobywców Pucharów przeciwko drużynie Łokomotiwu Sofia. Z pojedynku tego zwycięsko wyszli gospodarze, zdobywając jedyną bramkę już w 15 minucie. Ostatecznie awans uzyskała jednak drużyna PSG, deklasując w meczu rewanżowym przeciwnika aż 5:1 (Toko 20' i 81', Bathenay 66', N’Gom 85', Lemoult 88'). Przygoda z europejskimi rozgrywkami zakończyła się jednak w 1/4 finału, kiedy to w pojedynku przeciwko Waterschei Thor Genk, po pewnym zwycięstwie 2:0 (Fernández 43', Pilorget 57') na Parc des Princes, Paryżanie w meczu rewanżowym ulegli Belgom po dogrywce 0:3.
11 czerwca 1983, rok po zdobyciu pierwszego w swojej historii Pucharu Francji, PSG obronił zdobyty tytuł pokonując w finale FC Nantes 3:2 (Zaremba 3', Sušić 65', Toko 82').
Sezon 1985/1986 stał się przełomowym w historii klubu. Odnosząc 23 zwycięstwa przy 5 porażkach w 38 spotkaniach PSG po raz pierwszy zwyciężył w krajowych rozgrywkach, uzyskując tym samym prawo startu w ówczesnym Pucharze Europy Mistrzów Krajowych. Jednak już w pierwszej rundzie, po remisie na Parc des Princes 2:2 i rewanżowej porażce 0:1, Paryżanie musieli uznać wyższość czeskiego zespołu Vítkovice Ostrawa.
Zawodnikami tego okresu, którzy stanowili o sile drużyny i na stałe zapisali się w historii klubu są: Carlos Bianchi, Dominique Baratelli, Luis Fernández, Ivica Šurjak, Dominique Bathenay, Dominique Rocheteau, Safet Sušić, Joël Bats oraz Gabriel Calderón.
Do najwybitniejszych trenerów tej kadencji zaliczają się: Georges Peyroche, Gérard Houllier, Lucien Leduc i Tomislav Ivić.

### Era Canal+ (1991–2006)
W 1991 nastąpiło przejęcie klubu przez Canal+, który miał stworzyć silną drużynę przeciw dominacji Olympique Marsylii. Po trzech latach, w 1994 roku, PSG świętował zdobycie drugiego w swojej historii mistrzostwa Francji, odnosząc zaledwie 3 porażki w 38 spotkaniach. Dało to tym samym przepustkę by w sezonie 1994/1995, po blisko 10 latach, po raz drugi wystąpić w elitarnej Lidze Mistrzów. Klub zdołał osiągnąć półfinał tych rozgrywek, kiedy po dwóch porażkach kolejno 0:1 i 0:2 musiał uznać wyższość włoskiego A.C. Milan.
Pierwszym sukcesem na arenie międzynarodowej było zdobycie Pucharu Zdobywców Pucharów w 1996 wygrywając 1:0 (N’Gotty 28') w finale przeciwko drużynie Rapidu Wiedeń. Rok później nie zdołano obronić zdobytego trofeum ulegając w tym samym stosunku bramkowym hiszpańskiej FC Barcelonie.
Finał Pucharu Zdobywców Pucharów 1995/1996
| 8 maja 1996 | Paris Saint-Germain FC | 1:0(1:0) | SK Rapid Wiedeń | Stadion Króla Baudouina I, Bruksela Widzów: 37000 Sędzia: Pierluigi Pairetto |
| 8 maja 1996 | Bruno N’Gotty 28' | 1:0(1:0) | | Stadion Króla Baudouina I, Bruksela Widzów: 37000 Sędzia: Pierluigi Pairetto |
| Bernard Lama (kapitan) – Paul Le Guen, Patrick Colleter, Bruno N’Gotty, Alain Roche – Youri Djorkaeff, Daniel Bravo, Vincent Guérin, Laurent Fournier ('78 Francis Llacer) – Raí ('12 Julio César Dely Valdés), Patrice Loko; Trener: Luis Fernández | Bernard Lama (kapitan) – Paul Le Guen, Patrick Colleter, Bruno N’Gotty, Alain Roche – Youri Djorkaeff, Daniel Bravo, Vincent Guérin, Laurent Fournier ('78 Francis Llacer) – Raí ('12 Julio César Dely Valdés), Patrice Loko; Trener: Luis Fernández |          | Michael Konsel (kapitan) – Michael Hatz, Peter Guggi, Peter Schöttel, Trifon Iwanow – Peter Stöger, Dietmar Kühbauer, Stefan Marasek – Carsten Jancker, Christian Stumpf ('46 Zoran Barisic), Andreas Heraf; Trener: Ernst Dokupil | Michael Konsel (kapitan) – Michael Hatz, Peter Guggi, Peter Schöttel, Trifon Iwanow – Peter Stöger, Dietmar Kühbauer, Stefan Marasek – Carsten Jancker, Christian Stumpf ('46 Zoran Barisic), Andreas Heraf; Trener: Ernst Dokupil |

Finał Pucharu Zdobywców Pucharów 1996/1997
| 14 maja 1997 | FC Barcelona | 1:0(1:0) | Paris Saint-Germain FC | Feijenoord Stadion, Rotterdam Widzów: 52000 Sędzia: Markus Merk |
| 14 maja 1997 | Ronaldo 37' (k.) | 1:0(1:0) | | Feijenoord Stadion, Rotterdam Widzów: 52000 Sędzia: Markus Merk |
| Vítor Baía – Albert Ferrer, Abelardo, Fernando Couto, Sergi Barjuán – Josep Guardiola, Gheorghe Popescu (kapitan) ('46 Guillermo Amor), Iván de la Peña ('85 Christo Stoiczkow), Luis Enrique ('89 Juan Antonio Pizzi) – Luís Figo, Ronaldo; Trener: Bobby Robson | Vítor Baía – Albert Ferrer, Abelardo, Fernando Couto, Sergi Barjuán – Josep Guardiola, Gheorghe Popescu (kapitan) ('46 Guillermo Amor), Iván de la Peña ('85 Christo Stoiczkow), Luis Enrique ('89 Juan Antonio Pizzi) – Luís Figo, Ronaldo; Trener: Bobby Robson |          | Bernard Lama – Laurent Fournier (‘58 Jimmy Algerino), Bruno N’Gotty, Paul Le Guen, Didier Domi – Jérôme Leroy, Vincent Guérin ('69 Julio César Dely Valdés), Raí (kapitan) – Patrice Loko ('78 Cyrille Pouget), Leonardo; Trener: Ricardo Gomes | Bernard Lama – Laurent Fournier (‘58 Jimmy Algerino), Bruno N’Gotty, Paul Le Guen, Didier Domi – Jérôme Leroy, Vincent Guérin ('69 Julio César Dely Valdés), Raí (kapitan) – Patrice Loko ('78 Cyrille Pouget), Leonardo; Trener: Ricardo Gomes |

W latach 1991–2006 PSG pięciokrotnie święcił triumfy w Pucharze Francji (1993, 1995, 1998, 2004, 2006), ponadto zdobywając dwa Puchary Ligi (1995, 1998). W 2000 drużyna została jednym z założycielskich członków grupy G-14. Ponowny powrót na stanowisko trenerskie Luisa Fernándeza w grudniu tego samego roku oraz posiadanie w swoich szeregach wielkiego talentu Ronaldinho nie poprawiło pogarszającej się sytuacji w klubie, wynikającej głównie z lawinowo rosnącego zadłużenia. Dopiero w sezonie 2003/2004 osiągnięto oczekiwany sukces, zdobywając Puchar Francji oraz wicemistrzostwo pod wodzą już nowego trenera Vahida Halilhodžicia, uzyskując tym samym po 4 latach awans do upragnionych rozgrywek Ligi Mistrzów.
W dniu 11 kwietnia 2006 Canal+ ogłosił definitywną sprzedaż swoich udziałów w klubie amerykańskiej firmie inwestycyjnej Colony Capital, amerykańskiemu bankowi inwestycyjnemu Morgan Stanley oraz francuskiej spółce inwestycyjnej Butler Capital Partners.
Przejęcie PSG stało się faktem z dniem 20 czerwca 2006 roku, po którym nowym prezesem klubu został Alain Cayzac.
Do najlepszych zawodników okresu Canal+ zaliczają się: Bernard Lama, Alain Roche, Ricardo Gomes, Patrice Loko, Valdo, David Ginola, George Weah, Raí oraz Youri Djorkaeff.

### Nowa era (2006–2011)
Pod nowym kierownictwem PSG nie radził sobie jednak najlepiej. W sezonie 2006/2007 zajmuje ostatecznie daleką, 15. lokatę, by również rok później cudem uniknąć historycznego spadku do Ligue 2, wygrywając dwa z czterech ostatnich ligowych meczów. Jedynym pocieszeniem dla kibiców było zdobycie 29 marca 2008 trzeciego w historii zespołu Pucharu Ligi Francuskiej, pokonując w finale drużynę RC Lens 2:1 (Pauleta 19', Mendy 90'k.). Godnym odnotowania jest również fakt strzelenia przez Pedro Pauletę 109. bramki w barwach klubu z Paryża, co tym samym czyni go najskuteczniejszym zawodnikiem we wszystkich rozgrywkach w historii PSG.
Dopiero w maju 2008, po przejęciu stanowiska prezesa klubu przez Charles’a Villeneuve’a, kibice spojrzeli w przyszłość z optymizmem. Wywiązywanie się z wcześniejszych obietnic poskutkowało sprowadzeniem zawodników mających przywrócić PSG zasłużone najwyższe miejsca w tabeli. Do piłkarzy tych zaliczali się: Claude Makélélé, Ludovic Giuly, Mateja Kežman, Stéphane Sessègnon, czy król strzelców Ligue 2 sezonu 2007/2008 w barwach Le Havre AC, Guillaume Hoarau. Na efekty nie trzeba było długo czekać, ponieważ już na półmetku rozgrywek sezonu 2008/2009 paryżanie zajęli wysoką 4. lokatę (zwyciężając w 10 z 19 spotkań), ze stratą zaledwie 5 punktów do prowadzącego Olympique Lyon.
W letnim okienku transferowym sezonu 2009/10 klub pozyskał tureckiego napastnika Mevlüta Erdinga, francuskiego obrońcę Christophea Jallet oraz wykupiony został z Fenerbahçe SK – Mateja Kežman. Kadencja Charles’a Villeneuve’a nie trwała jednak długo, gdyż już w styczniu 2009 do opinii publicznej dotarła zaskakująca wiadomość o jego rezygnacji ze stanowiska prezesa. Jednym z powodów takiej decyzji miała być inna wizja budowy drużyny w stosunku do właścicieli klubu. Oficjalnie 4 lutego 2009 jego miejsce zajął Sébastien Bazin, przedstawiciel głównego akcjonariusza klubu, amerykańskiego funduszu inwestycyjnego Colony Capital. W sezonie 2010/11 zespół zasilili Nenê, Siaka Tiéné i Mathieu Bodmer. Do West Bromwich Albion za 7 mln euro sprzedany został Stéphane Sessègnon

### Era prezesa Nassera Al-Khelaifiego (2011–)

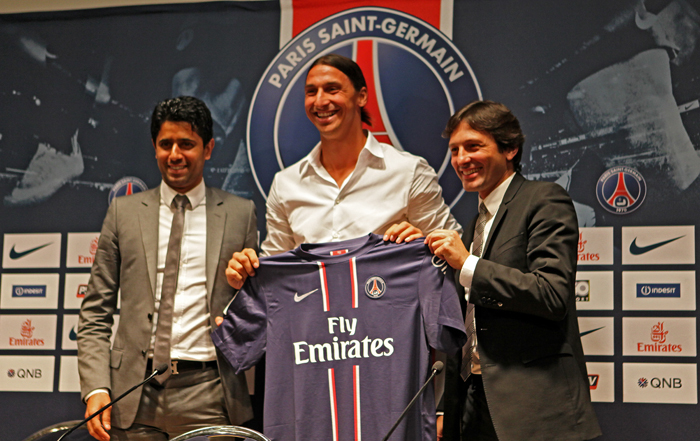
Zlatan Ibrahimović jako zawodnik PSG w sezonach 2012/13 oraz 2013/14 zdobył tytuł króla strzelców.

W maju 2011 nowym właścicielem klubu został fundusz Qatar Sports Investments. Prezesem klubu został Nasser Al-Khelaïfi, natomiast dyrektorem sportowym Leonardo. Katarczycy zwiększyli budżet klubu do 150 mln euro, dzięki czemu możliwe było przyjście m.in. argentyńskiego pomocnika Javiera Pastore za 42 mln euro. Oprócz niego do klubu zostali sprowadzeni Blaise Matuidi, Jérémy Ménez, Maxwell, Thiago Motta oraz Salvatore Sirigu. Dzięki udanym transferom PSG kończył rundę jesienną sezonu 2011/2012 na pierwszym miejscu w tabeli (po raz pierwszy od sezonu 1996/1997), jednak 23 grudnia 2011 zwolniono trenera Antoine’a Kombouaré, którego zastąpił znany z sukcesów odnoszonych z A.C. Milan włoski trener, Carlo Ancelotti. Sezon 2011/2012 PSG zakończył na drugim miejscu co dało awans do Ligi Mistrzów UEFA. W letnim okienku transferowym sezonu 2012/13 do Paris-Saint Germain przybyli: Ezequiel Lavezzi, młody talent Marco Verratti, gwiazdor Zlatan Ibrahimovic oraz Thiago Silva. Pod wodzą Carlo Ancelottiego tak wzmocniony zespół zdobył mistrzostwo ligi francuskiej oraz dotarł do ćwierćfinału Ligi Mistrzów ulegając FC Barcelonie. Ponadto w zimowym okienku tego sezonu do klubu przybyła gwiazda angielskiej piłki David Beckham, holenderski obrońca Gregory van der Wiel oraz młody brazylijski talent Lucas Moura.
W lipcu 2013 ze stanowiska trenera odszedł Carlo Ancelotti, a na jego miejsce zatrudniono Francuza Laurenta Blanca. Do klubu zostali sprowadzeni Edinson Cavani, Marquinhos oraz Lucas Digne za łączną kwotę 108 milionów euro. Klub opuścił Francuz Kévin Gameiro, który przeniósł się do hiszpańskiej Sevilli. Ponadto z zespołem rozstali się tacy zawodnicy jak Mathieu Bodmer, Mamadou Sakho, Mohamed Sissoko czy Diego Lugano. 3 sierpnia 2013 roku zespół, po piętnastu latach wywalczył superpuchar Francji, pokonując w finale Bordeaux 2:1. W sezonie 2013/14 PSG obronił tytuł mistrza Francji. Koronę króla strzelców po raz drugi z rzędu zdobył Zlatan Ibrahimović. Szwed strzelił 26 bramek.
W sezonie 2014/15 zespół dokonał historycznego osiągnięcia. Po raz pierwszy Paryżanie zdobyli wszystko co było do zdobycia na krajowym podwórku. W ręce PSG powędrowało trzecie z rzędu, a piąte w ogóle mistrzostwo kraju, drugi raz z rzędu Coupe de la Ligue, Coupe de France oraz drugi raz z rzędu Superpuchar. Na arenie międzynarodowej PSG wystąpił w Lidze Mistrzów, gdzie po raz trzeci zakończył udział na ćwierćfinale (z Barceloną, porażki 1:3, 0:2), eliminując wcześniej po dramatycznym dwumeczu Chelsea (1:1, 2:2 po dogrywce). Krajową dominację udało się potwierdzić także w następnym sezonie, udanie broniąc wszystkich trofeów. Na drodze do zdobycia piątego z rzędu mistrzostwa kraju w sezonie stanęło AS Monaco. Klubowi z Paryża udało się jednak po raz kolejny zdobyć Coupe de la Ligue, Coupe de France oraz Superpuchar. Od 11 maja 2016 r. Zlatan Ibrahimović jest także samodzielnym liderem klasyfikacji najlepszego ligowego strzelca PSG, strzelając w trakcie 4-letniego kontraktu 113 ligowych bramek (141 w ogóle).
W sezonie 2024/25 PSG zdobyło pierwszą Ligę Mistrzów w finale z Interem Mediolan Na Allianz Arena który wygrali 5:0.

## Sukcesy

### Trofea międzynarodowe
| \| \| Zdobyte trofea w rozgrywkach międzynarodowych (stan na: 14-08-2025) \| |                                                                     |      |                  |
| Rozgrywki                                                                    | Osiągnięcie                                                         | Razy | Sezon(y)         |
| Klubowe MŚ                                                                   | zdobywca                                                            | 0    |                  |
| Klubowe MŚ                                                                   | finalista                                                           | 0    |                  |
| Puchar Interkontynentalny                                                    | zdobywca                                                            | 0    |                  |
| Puchar Interkontynentalny                                                    | finalista                                                           | 0    |                  |
| · Liga Mistrzów · (Puchar Europy)                                            | zdobywca                                                            | 1    | 2025             |
| · Liga Mistrzów · (Puchar Europy)                                            | finalista                                                           | 1    | 2020             |
| · Liga Mistrzów · (Puchar Europy)                                            | półfinał                                                            | 3    | 1995, 2021, 2024 |
| · Liga Europy · (Puchar UEFA)                                                | zdobywca                                                            | 0    | 1                |
| · Liga Europy · (Puchar UEFA)                                                | finalista                                                           | 0    | 2                |
| · Liga Europy · (Puchar UEFA)                                                | półfinał                                                            | 1    | 1993             |
| · Puchar Zdobywców                                                           | zdobywca                                                            | 1    | 1996             |
| · Puchar Zdobywców                                                           | finalista                                                           | 1    | 1997             |
| · Superpuchar UEFA                                                           | zdobywca                                                            | 0    |                  |
| · Superpuchar UEFA                                                           | finalista                                                           | 1    | 1996             |
| · Puchar Intertoto                                                           | zdobywca                                                            | 1    | 2001             |
| · Puchar Intertoto                                                           | finalista                                                           | 0    |                  |
| · Puchar Miast Targowych                                                     | zdobywca                                                            | 0    |                  |
| · Puchar Miast Targowych                                                     | finalista                                                           | 0    |                  |
| FIFA                                                                         | Zdobyte trofea w rozgrywkach międzynarodowych (stan na: 14-08-2025) |      |                  |

### Krajowe
| \| \| Zdobyte trofea w rozgrywkach Francji (stan na: 24-05-2025) \| |                                                            |             |                                                                                                |
| Rozgrywki                                                           | Osiągnięcie                                                | Razy        | Sezon(y)                                                                                       |
| · Mistrzostwo                                                       | I miejsce                                                  | 13 (rekord) | 1986, 1994, 2013, 2014, 2015, 2016, 2018, 2019, 2020, 2022, 2023, 2024, 2025                   |
| · Mistrzostwo                                                       | II miejsce                                                 | 9           | 1989, 1993, 1996, 1997, 2000, 2004, 2012, 2017, 2021                                           |
| · Mistrzostwo                                                       | III miejsce                                                | 3           | 1983, 1992, 1995                                                                               |
| · Puchar                                                            | zdobywca                                                   | 16 (rekord) | 1982, 1983, 1993, 1995, 1998, 2004, 2006, 2010, 2015, 2016, 2017, 2018, 2020, 2021, 2024, 2025 |
| · Puchar                                                            | finalista                                                  | 5           | 1985, 2003, 2008, 2011, 2019                                                                   |
| Superpuchar                                                         | zdobywca                                                   | 13 (rekord) | 1995, 1998, 2013, 2014, 2015, 2016, 2017, 2018, 2019, 2020, 2022, 2023, 2024                   |
| Superpuchar                                                         | finalista                                                  | 4           | 1986, 2004, 2006, 2010                                                                         |
| · Puchar Ligi                                                       | zdobywca                                                   | 9 (rekord)  | 1995, 1998, 2008, 2014, 2015, 2016, 2017, 2018, 2020                                           |
| · Puchar Ligi                                                       | finalista                                                  | 1           | 2000                                                                                           |
| · II liga                                                           | I miejsce                                                  | 1           | 1971                                                                                           |
| · II liga                                                           | II miejsce                                                 |             |                                                                                                |
| · II liga                                                           | III miejsce                                                |             |                                                                                                |
| Francja                                                             | Zdobyte trofea w rozgrywkach Francji (stan na: 24-05-2025) |             |                                                                                                |

## Rekordy

### Rekordy drużynowe

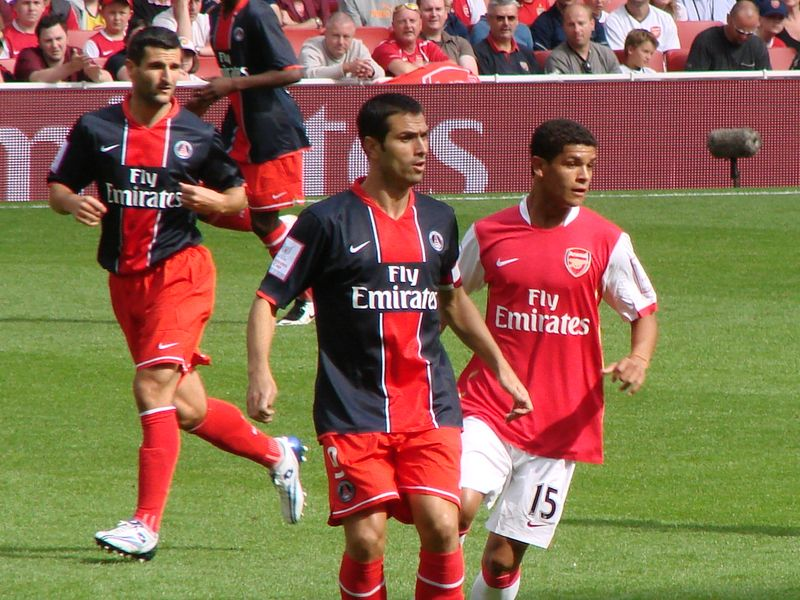
Pauleta – przez długi czas najskuteczniejszy strzelec w historii PSG

- Najwyższe zwycięstwo w Ligue 1 u siebie:
  - 9:0, w sezonie 2018/2019 z EA Guingamp
- Najwyższe zwycięstwo w Ligue 1 na wyjeździe:
  - 9:0, w sezonie 2015/2016 z Troyes AC
- Najwyższe zwycięstwo w europejskich pucharach u siebie:
  - 7:1, w sezonie 2001/2002 z KAA Gent
  - 7:1, w sezonie 2017/2018 z Celtic Glasgow[3]
- Najwyższe zwycięstwo w europejskich pucharach na wyjeździe:
  - 0:5 w sezonie 2012/2013 z Anderlecht Bruksela
- Najwyższa porażka w Ligue 1 u siebie:
  - 0:4, w sezonie 1987/1988 z OGC Nice
- 1:5, w sezonie 2018/2019 z LOSC Lilie
- Najwyższa porażka w Ligue 1 na wyjeździe:
  - 0:6, w sezonie 1971/1972 z FC Nantes
- Najwyższa porażka w europejskich pucharach u siebie:
  - 1:6, w sezonie 1996/1997 z Juventusem
- Najwyższa porażka w europejskich pucharach na wyjeździe:
  - 1:6, w sezonie 2016/2017 z Barceloną

### Rekordy indywidualne
| Lp. | Zawodnik            | Bramki | Lata gry  |
| --- | ------------------- | ------ | --------- |
| 1   | Kylian Mbappé       | 228    | 2017–2024 |
| 2   | Edinson Cavani      | 200    | 2013–2020 |
| 3   | Zlatan Ibrahimović  | 156    | 2012–2016 |
| 4   | Neymar              | 118    | 2017–2023 |
| 5   | Pauleta             | 109    | 2003–2008 |
| 6   | Dominique Rocheteau | 100    | 1980–1987 |
| 7   | Mustapha Dahleb     | 98     | 1974–1984 |
| 8   | François M’Pelé     | 95     | 1973–1979 |
| 9   | Ángel Di Maria      | 93     | 2015–2022 |
| 10  | Safet Sušić         | 85     | 1982–1991 |

| Lp. | Zawodnik           | Asysty | Lata gry       |
| --- | ------------------ | ------ | -------------- |
| 1   | Ángel Di Maria     | 119    | 2015–2022      |
| 2   | Kylian Mbappé      | 96     | 2017–2024      |
| 3   | Safet Sušić        | 95     | 1982–1991      |
| 4   | Mustapha Dahleb    | 80     | 1974–1984      |
| 5   | Neymar             | 77     | 2017-2023      |
| 6   | Marco Verratti     | 61     | 2012–          |
| 7   | Zlatan Ibrahimović | 61     | 2012–2016      |
| 8   | Javier Pastore     | 60     | 2011–2018      |
| 9   | Jérôme Rothen      | 52     | 2004–2009/2010 |
| 10  | Lucas Moura        | 48     | 2013–2018      |

| Lp. | Zawodnik           | Mecze | Lata gry            |
| --- | ------------------ | ----- | ------------------- |
| 1   | Jean-Marc Pilorget | 435   | 1975–1987/1988–1989 |
| 2   | Marco Verratti     | 405   | 2012–               |
| 3   | Marquinhos         | 397   | 2013–               |
| 4   | Sylvain Armand     | 380   | 2004–2013           |
| 5   | Safet Sušić        | 344   | 1982–1991           |
| 6   | Paul Le Guen       | 344   | 1991-1998           |
| 7   | Bernard Lama       | 318   | 1992-1997/1998-2000 |
| 8   | Thiago Silva       | 315   | 2012–2020           |
| 9   | Mustapha Dahleb    | 310   | 1974–1984           |
| 10  | Edinson Cavani     | 301   | 2013–2020           |

- Najwięcej bramek w rozgrywkach ligowych:
  - Edinson Cavani – 138 goli[7]
- Najwięcej bramek w europejskich pucharach:
  - Edinson Cavani – 30 goli[7]
- Najwięcej bramek we wszystkich rozgrywkach w jednym sezonie:
  - Zlatan Ibrahimović – 50 goli[8]
- Najwięcej bramek w rozgrywkach ligowych w jednym sezonie:
  - Zlatan Ibrahimović – 38 goli[8]
- Najwięcej bramek w europejskich pucharach w jednym sezonie:
  - Zlatan Ibrahimović – 10 goli[8]
- Najwięcej meczów w rozgrywkach ligowych:
  - Jean-Marc Pilorget – 371 meczów[8]

### Rekordy transferowe
| Lp. | Zawodnik        | Kwota       | Skąd              |
| --- | --------------- | ----------- | ----------------- |
| 1   | Neymar          | 222 mln €   | FC Barcelona      |
| 2   | Kylian Mbappé   | 135 mln €   | AS Monaco         |
| 3   | Edinson Cavani  | 64,5 mln €  | SSC Napoli        |
| 4   | Ángel Di Maria  | 63 mln €    | Manchester United |
| 5   | Mauro Icardi    | 50 mln €    | Inter Mediolan    |
| 6   | David Luiz      | 49,50 mln € | Chelsea FC        |
| 7   | Thiago Silva    | 42 mln €    | A.C. Milan        |
| 7   | Javier Pastore  | 42 mln €    | US Palermo        |
| 9   | Lucas Moura     | 40 mln €    | São Paulo FC      |
| 9   | Leandro Paredes | 40 mln €    | Zenit Petersburg  |

| Lp. | Zawodnik         | Kwota       | Do                |
| --- | ---------------- | ----------- | ----------------- |
| 1   | Gonçalo Guedes   | 40 mln €    | Valencia CF       |
| 2   | David Luiz       | 35 mln €    | Chelsea FC        |
| 3   | Ronaldinho       | 32,25 mln € | FC Barcelona      |
| 4   | Lucas Moura      | 28,40 mln € | Tottenham Hotspur |
| 5   | Blaise Matuidi   | 25 mln €    | Juventus FC       |
| 5   | Serge Aurier     | 25 mln €    | Tottenham Hotspur |
| 7   | Javier Pastore   | 24,70 mln € | AS Roma           |
| 8   | Yuri Berchiche   | 24 mln €    | Athletic Bilbao   |
| 9   | Giovani Lo Celso | 22 mln €    | Real Betis        |
| 10  | Mamadou Sakho    | 19 mln €    | Liverpool FC      |

## Sezony

### Europejskie puchary
Pierwszy mecz w europejskich pucharach drużyna PSG rozegrała w sezonie 1982/1983 w ramach rozgrywek Pucharu Zdobywców Pucharów. 15 września 1982 w Sofii, przy udziale piętnastu tysięcy widzów, Paryżanie zmierzyli się z tamtejszym Lokomotiwem, przegrywając 0:1. Pierwsze zwycięstwo przyszło już niespełna 2 tygodnie później, kiedy to w spotkaniu rewanżowym 28 września 1982 Bułgarzy musieli uznać wyższość jedenastki ze stolicy Francji, ulegając wysoko 5:1 (Toko 20' i 81', Bathenay 66', N’Gom 85', Lemoult 88').
Największym sukcesem klubu na arenie międzynarodowej było zdobycie Pucharu Zdobywców Pucharów w sezonie 1995/1996. W meczu finałowym na stadionie Króla Baudouina I w Brukseli Paryżanie pokonali zespół Rapidu Wiedeń 1:0 (Bruno N’Gotty 28').

## Klubowa rywalizacja

### Le Classique
Le Classique, również znany jako Derby Francji, to spotkanie rozgrywane pomiędzy najbardziej prestiżowymi drużynami kraju, Paris Saint-Germain oraz Olympique Marsylia. Główną różnicą „klasyku” w porównaniu do innych krajowych derbów jest nie tylko rywalizacja na linii największych miast, ale również pomiędzy klasami społecznymi. Paryż to mekka francuskiego społeczeństwa i stylu, gdzie mieszkańcy często dominowali w polityce, ekonomii oraz kulturze. Marsylia natomiast to portowe miasto zamieszkiwane w większości przez klasę robotniczą, nie popierającej paryskiej kultury. Każda konfrontacja odbija się również ogromnym echem politycznym, z racji rywalizacji północ-południe oraz opozycji południowych prowincji kraju wobec rządów stolicy Derby mają historyczne, kulturalne oraz polityczne podłoże, zrodzone również z prowokacji międzyklubowej. Nieoficjalnie mówi się, iż piłkarskim założycielem tej rywalizacji jest Bernard Tapie, właściciel OM w latach 80. XX wieku, a jej promotorami m.in. Canal+ w latach 90.
Zarówno PSG, jak i OM, to jedyne drużyny, które mogą pochwalić się zdobyciem europejskich pucharów oraz byciem jedynymi dominującymi klubami we francuskiej lidze do czasów przejęcia schedy przez Olympique Lyon od 2001 roku. Mimo niepokojących rezultatów obu klubów na przestrzeni 8 lat od rozpoczęcia milenium, wciąż wraz z AS Saint-Étienne, posiadały najbardziej rozbudowaną siatkę kibicowską w kraju oraz poza granicami.
Stosunki między kibicami są bardzo napięte przez co często grupy zwolenników klubowych oraz pseudokibice po meczach ustawiają się ze sobą na bójki. Lokalne władze podejmują wszelkie metody doprowadzające do zwiększenia bezpieczeństwa podczas tego szlagieru oraz zapobiegania konfrontacjom kibicowskim, co przekłada się jednakże na różne rezultaty, z racji wciąż pojawiających się niebezpiecznych incydentów. Zgodnie ze statystykami od 11 kwietnia 1995 do 18 marca 2010 roku, w starciach pomiędzy kibicami PSG, a OM zostało aresztowanych 305 osób, a 43 zostały ranne. Śmierć poniosły 2 osoby.
Po przejęciu PSG przez katarskich inwestorów stosunki na linii Paryż-Marsylia jeszcze bardziej się zaostrzyły, głównie przez aspekty finansowe.
Statystyki pomiędzy klubami: (stan na 23.10.2016):
- 38 zwycięstw PSG, 33 zwycięstwa OM, 19 remisów
- 119 bramek PSG, 112 bramek OM

### Olympique Lyonnais
W gronie dwóch najważniejszych rywali PSG znajduje się Olympique Lyon. Podłoże rywalizacji jednak nie ma już nic wspólnego z warstwą społeczną, polityczną czy historyczną, a jedynie sportową. Lyon jest zawsze brany pod uwagę w walce o mistrzostwo Francji, szczególnie po okresie 7 lat zdobywania mistrza z rzędu. Z tego względu spotkania między obiema drużynami są bardzo ekscytujące dla kibiców. Stosunki między kibicami w większości są neutralne, pomijając kilka incydentów pseudokibicowskich.
Statystyki pomiędzy klubami: (stan na 31.05.2015):
- 18 zwycięstw PSG, 7 zwycięstw OL, 11 remisów
- 60 bramek PSG, 31 bramek OL

## Stroje
| 1970–1975 | 1976–1988 | 1989–1999 | 2000–2016 | 2017–2021 | 2022–2026 |
| 2027–2033 | 2034–2037 | 2038–2044 |           |           |           |

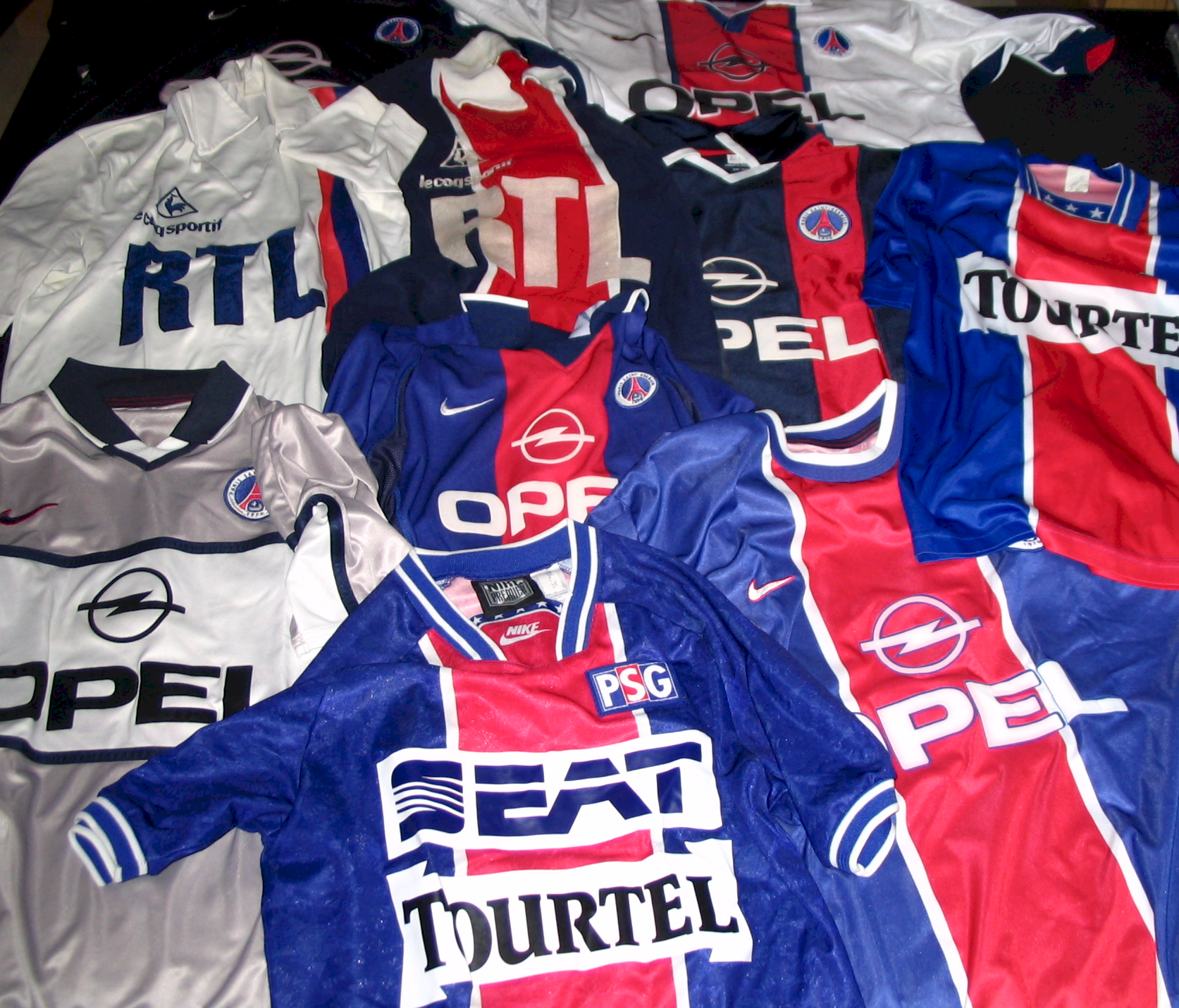

Najbardziej rozpoznawalnymi strojami PSG były ciemnoniebieskie koszulki z czerwonym pionowym pasem pośrodku otoczonym z obu stron białymi prążkami. Po raz pierwszy wzór ten zaprezentowany został w 1973, gdy w sezonie 1973/1974 drużyna występowała jeszcze w drugiej lidze, a jego projektantem był ówczesny prezes Daniel Hechter. Stroje te zastąpiły pierwsze noszone przez trzy lata niemal jednolicie czerwone koszulki, które w połączeniu z białymi spodenkami oraz niebieskimi getrami nawiązywały do pochodzenia klubu (biel – Stade Saint-Germain, czerwień oraz niebieski – Paris FC).
W 1981 prezes Francis Borelli postanowił zmienić wzór wprowadzając białe koszulki udekorowane dwoma pionowymi prążkami: czerwonym oraz niebieskim. Tym samym dotychczasowe, wykreowane w 1973, stały się jedynie strojami wyjazdowymi. W 1990 dokonano kolejnej korekty wyglądu koszulek, zmieniając ułożenie pasków, które od tej pory razem kształtem miały przypominać wieżę Eiffla. Wzór ten utrzymał się przez dwa lata, aż do sezonu 1992/1993.
Dopiero w 1994 zdecydowano się powrócić do koszulek projektu Daniela Hechtera, które mimo licznych, lecz nieznacznych przekształceń przetrwały do roku 2009. W sezonie 2009/2010 pierwszymi strojami drużyny zostały ciemnoniebieskie koszulki udekorowane czerwonymi prążkami, ciemnoniebieskie spodenki i getry.

### Sponsorzy techniczni
| - 1970–1975: Le Coq Sportif - 1975–1976: Adidas - 1976–1977: Le Coq Sportif - 1977–1978: Pony | - 1978–1986: Le Coq Sportif - 1986–1989: Adidas - 1989–: Nike |

### Sponsorzy główni
| - 1973–1974: Canada Dry - 1974–1991: RTL (radio) - 1991–1994: Commodore International/Amiga - 1994–1995: SEAT | - 1995–2002: Opel - 2002–2006: Thomson - 2005–2019: Emirates - 2019–: Accor Live Limitless |

## Stadion

### Stade Georges Lefèvre

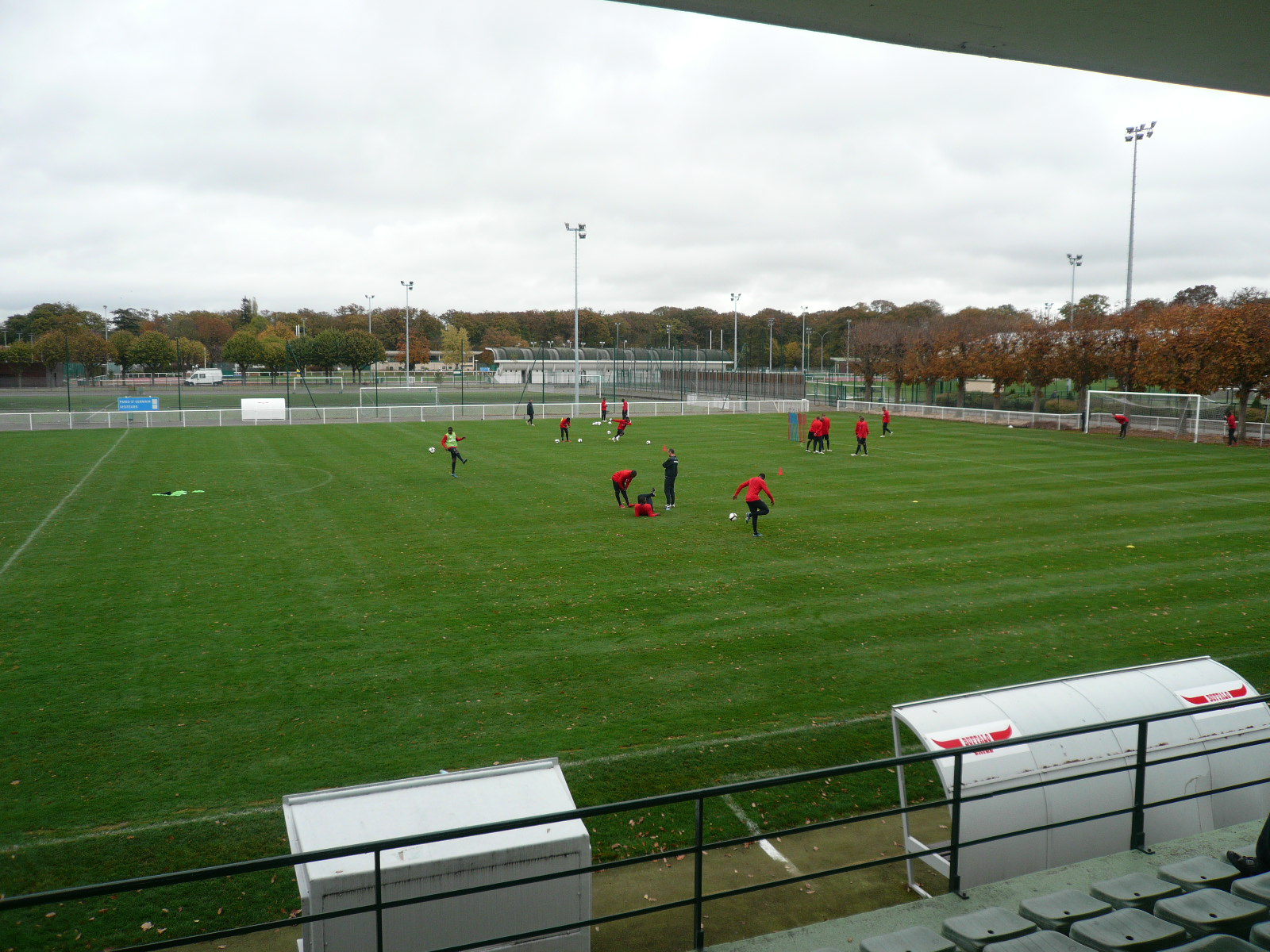
Trening PSG na Stade Georges Lefèvre

Od początku istnienia klubu, aż do roku 1974 PSG rozgrywał swe mecze na stadionie Stade Georges Lefèvre, ulokowanym w podparyskiej miejscowości Saint-Germain-en-Laye. Od tamtej pory obiekt użytkowany jest głównie przez drużyny rezerwowe i wchodzi w skład centrum treningowego klubu – Camp des Loges. Nazwa stadionu nadana została w 1945 i upamiętnia poległego na froncie w 1940 piłkarza zespołu Stade Saint-Germain.

### Parc des Princes
| - Nazwa: Parc des Princes - Adres: 24, rue du Commandant-Guilbaud, 75016 Paryż - Inauguracja: 25 maja 1972; Francja – ZSRR (reprezentacje olimpijskie) - Rekordowa frekwencja: 49 575 - Pojemność: 48 500 - Wymiary boiska: brak danych - Oświetlenie: 1500 luksów |

Klub ze stolicy Francji, nieprzerwanie od lipca 1974 roku, rozgrywa swe mecze na stadionie Parc des Princes. Czterogwiazdkowy obiekt, będący własnością miasta Paryża, ulokowany został w 16. dzielnicy, a swą nazwę zawdzięcza dawnemu parkowi, na terenie którego został wybudowany. Rekordową frekwencję zanotowano 2 marca 1983 roku podczas meczu 1/4 finału Pucharu Zdobywców Pucharów, PSG z belgijskim Waterschei Thor Genk (2:0 – Fernández 43', Pilorget 57'), która wyniosła 49 575 widzów. Do dyspozycji kibiców oddano czterotysięczny parking, a sam obiekt został w całości zamknięty i składa się z czterech zadaszonych trybun: północnej – Auteuil, południowej – Boulogne, wschodniej – Paris i zachodniej – Presidentielle Thomson.

## Prezesi w historii
Chronologiczny spis prezesów Paris Saint-Germain od czasu istnienia klubu.
| Lp. | Imię i nazwisko      | Okres pełnienia funkcji | Okres pełnienia funkcji |
| --- | -------------------- | ----------------------- | ----------------------- |
| 1.  | Pierre-Etienne Guyot | 08.1970                 | 06.1971                 |
| 2.  | Guy Crescent         | 06.1971                 | 12.1971                 |
| 3.  | Henri Patrelle       | 12.1971                 | 06.1973                 |
| 4.  | Daniel Hechter       | 06.1973                 | 01.1978                 |
| 5.  | Francis Borelli      | 01.1978                 | 05.1991                 |
| 6.  | Michel Denisot       | 05.1991                 | 05.1998                 |
| 7.  | Charles Bietry       | 05.1991                 | 12.1998                 |
| 8.  | Laurent Perpère      | 12.1998                 | 06.2003                 |

| Lp. | Imię i nazwisko    | Okres pełnienia funkcji | Okres pełnienia funkcji |
| --- | ------------------ | ----------------------- | ----------------------- |
| 9.  | Francis Graille    | 06.2003                 | 05.2005                 |
| 10. | Pierre Blayau      | 05.2005                 | 06.2006                 |
| 11. | Alain Cayzac       | 06.2006                 | 04.2008                 |
| 12. | Simon Tahar        | 04.2008                 | 05.2008                 |
| 13. | Charles Villeneuve | 05.2008                 | 02.2009                 |
| 14. | Sébastien Bazin    | 02.2009                 | 09.2009                 |
| 15. | Robin Leproux      | 09.2009                 | 09.2011                 |
| 16. | Nasser Al-Khelaïfi | 09.2011                 | nadal                   |

## Władze klubu
Obecne władze Klubu
| Funkcja                       | Imię i nazwisko          |
| ----------------------------- | ------------------------ |
| Właściciel                    | Tamim ibn Hamad Al Sani  |
| Większościowy udziałowiec     | Qatar Sports Investments |
| Prezydent                     | Nasser Al-Khelaïfi       |
| Dyrektor generalny            | Jean-Claude Blanc        |
| Dyrektor sportowy             | Leonardo                 |
| Asystent dyrektora sportowego | Angel Castellazzi        |
| Sekretarz generalny           | Victoriano Melero        |
| Dyrektor ds. komunikacji      | Jean-Martial Ribes       |

## Trenerzy

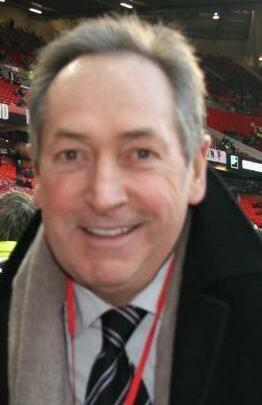
Gérard Houllier – pierwszy trener PSG, który zdobył mistrzostwo Francji

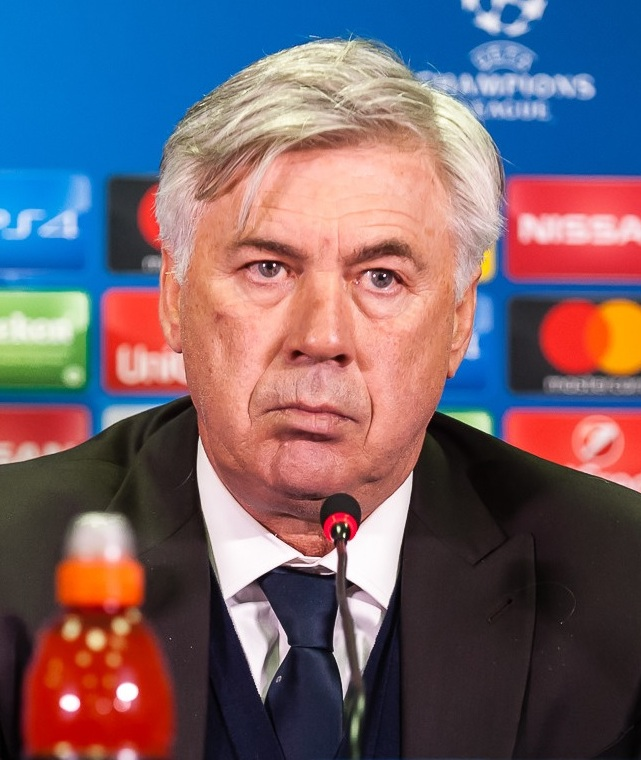
Carlo Ancelotti – pierwszy trener PSG w epoce obecnych właścicieli

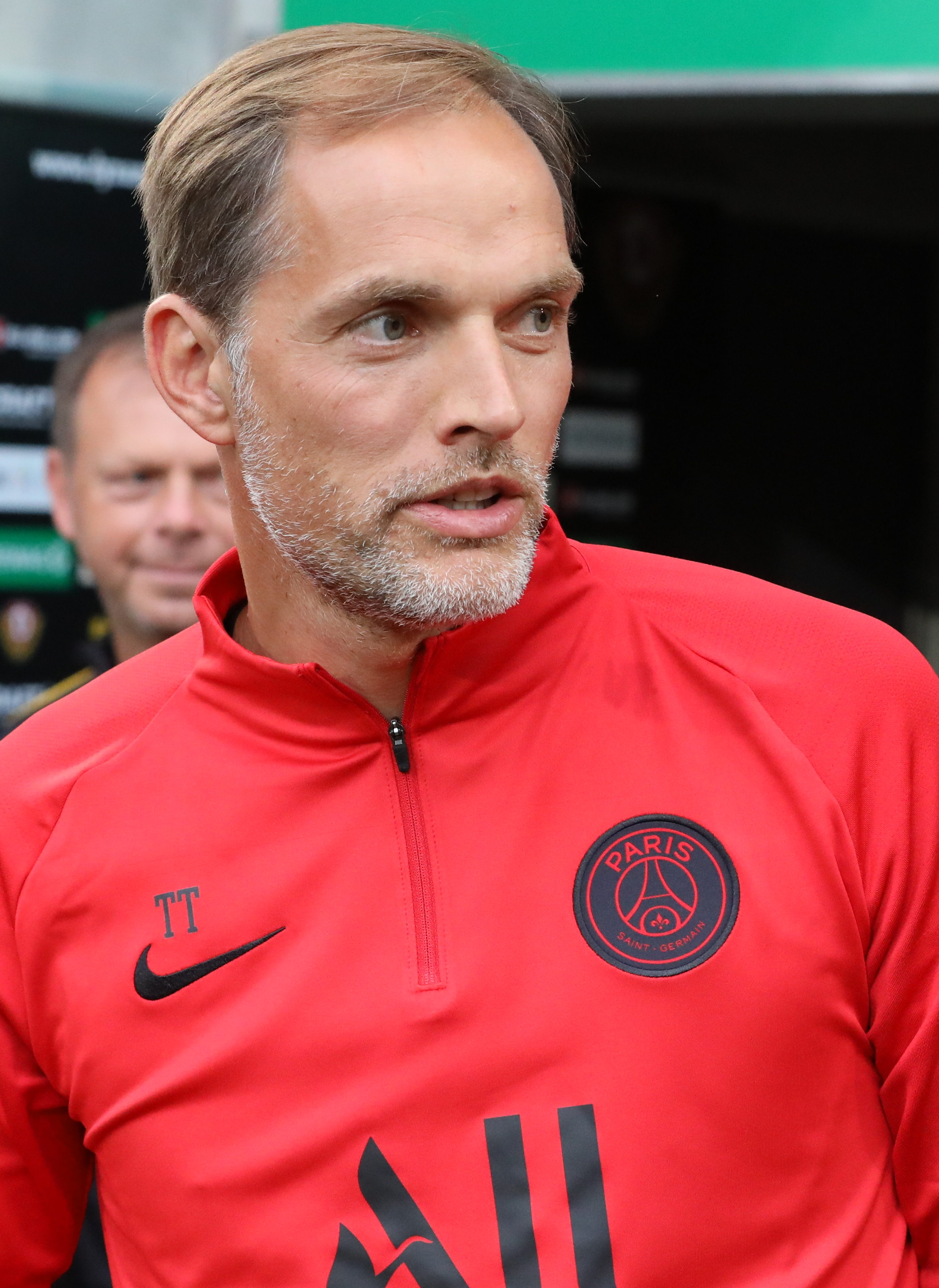
Thomas Tuchel – w 2020 awansował z PSG do finału Ligi Mistrzów

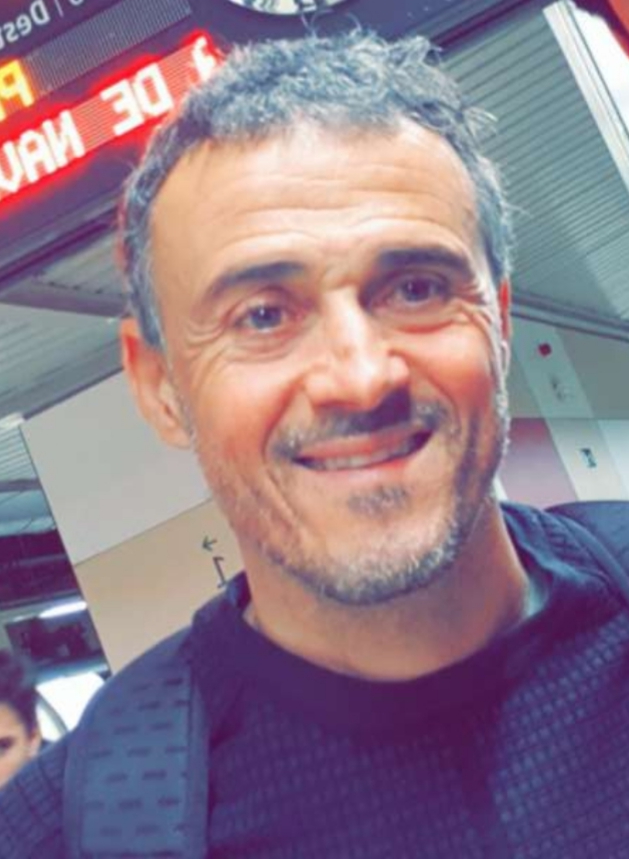
Luis Enrique – obecny trener PSG

Chronologiczny spis trenerów Paris Saint-Germain od czasu istnienia klubu.
| Lp. | Imię i nazwisko                 | Okres pełnienia funkcji | Okres pełnienia funkcji |
| --- | ------------------------------- | ----------------------- | ----------------------- |
| 1.  | Pierre Phelipon                 | 1970                    | 1972                    |
| 2.  | Robert Vicot                    | 1972                    | 1973                    |
| 3.  | Just Fontaine Robert Vicot      | 1973                    | 1975                    |
| 4.  | Just Fontaine                   | 1975                    | 1976                    |
| 5.  | Velibor Vasović                 | 1976                    | 1977                    |
| 6.  | Ilja Pantelic Pierre Alonzo     | 1977                    | 1977                    |
| 7.  | Jean-Michel Larqué              | 1977                    | 1978                    |
| 8.  | Pierre Alonzo                   | 1978                    | 1978                    |
| 9.  | Velibor Vasović                 | 1978                    | 1979                    |
| 10. | Pierre Alonzo Camille Choquier  | 1979                    | 1979                    |
| 11. | Georges Peyroche                | 1979                    | 1983                    |
| 12. | Lucien Leduc                    | 1983                    | 1984                    |
| 13. | Georges Peyroche                | 1984                    | 1985                    |
| 14. | Christian Coste                 | 1985                    | 1985                    |
| 15. | Gérard Houllier                 | 1985                    | 1987                    |
| 16. | Erick Mombaerts                 | 1987                    | 1988                    |
| 17. | Erick Mombaerts Gérard Houllier | 1988                    | 1988                    |
| 18. | Tomislav Ivić                   | 1988                    | 1990                    |
| 19. | Henri Michel                    | 1990                    | 1991                    |
| 20. | Artur Jorge                     | 1991                    | 1994                    |
| 21. | Luis Fernández                  | 1994                    | 1996                    |
| 22. | Ricardo Gomes Joël Bats         | 1996                    | 1998                    |
| 23. | Alain Giresse                   | 1998                    | 1998                    |
| 24. | Artur Jorge                     | 1998                    | 1999                    |
| 25. | Philippe Bergeroo               | 1999                    | 2000                    |
| 26. | Luis Fernández                  | 2000                    | 2003                    |
| 27. | Vahid Halilhodžić               | 2003                    | 2005                    |
| 28. | Laurent Fournier                | 2005                    | 2005                    |
| 29. | Guy Lacombe                     | 2005                    | 2007                    |
| 30. | Paul Le Guen                    | 2007                    | 2009                    |
| 31. | Antoine Kombouaré               | 2009                    | 2011                    |
| 32. | Carlo Ancelotti                 | 2011                    | 2013                    |
| 33. | Laurent Blanc                   | 2013                    | 2016                    |
| 34. | Unai Emery                      | 2016                    | 2018                    |
| 35. | Thomas Tuchel                   | 2018                    | 2020                    |
| 36. | Mauricio Pochettino             | 2021                    | 2022                    |
| 37. | Christophe Galtier              | 2022                    | 2023                    |
| 38. | Luis Enrique                    | 2023                    | nadal                   |

## Sztab szkoleniowy
Sztab szkoleniowy i medyczny w sezonie 2021/22
| Funkcja                          | Imię i nazwisko       |
| -------------------------------- | --------------------- |
| Trener                           | Christophe Galtier    |
| Asystent                         | Thierry Oleksiak      |
| Asystent                         | João Sacramento       |
| Trener bramkarzy                 | Gianluca Spinelli     |
| Trener przygotowania fizycznego  | Denis Lefebvre        |
| Trener przygotowania fizycznego  | Nicolas Mayer         |
| Analityk                         | Antoine Guillotin     |
| Analityk                         | Vincent Brunet        |
| Analityk                         | Isidre Ramón Madir    |
| Skaut                            | Pierre Reynaud        |
| Koordynator drużyn młodzieżowych | Yohan Cabaye          |
| Dyrektor akademii piłkarskiej    | Jean-François Pien    |
| Koordynator występów klubowych   | Gian Nicola Bisciotti |
| Naukowiec sportowy               | Denis Lefebve         |
| Naukowiec sportowy               | Ben Michael Simpson   |
| Naukowiec sportowy               | Ricardo Rosa          |
| Naukowiec sportowy               | Maxime Coulerot       |
| Naukowiec sportowy               | Cristoforo Filetti    |
| Szef sztabu medycznego           | Christophe Baudot     |
| Lekarz klubowy                   | Quentin Vincent       |
| Koordynator fizjoterapii         | Cyryl Praud           |
| Fizjoterapeuta                   | Rafael Martini        |
| Fizjoterapeuta                   | Joffrey Martin        |
| Fizjoterapeuta                   | Gaël Pasquer          |
| Fizjoterapeuta                   | Dario Fort            |
| Fizjoterapeuta                   | Diego Mantovani       |
| Fizjoterapeuta                   | Angelo Castro         |
| Podolog                          | Gaëlle Scalia         |
| Asystent medyczny                | Sandrine Jarzaguet    |

## Obecny skład
Stan na 28 kwietnia 2025
| Nr | Poz. | Piłkarz                       |
| -- | ---- | ----------------------------- |
| 1  | BR   | Arnau Tenas                   |
| 2  | OB   | Achraf Hakimi (wicekapitan)   |
| 3  | OB   | Presnel Kimpembe (3. kapitan) |
| 5  | OB   | Marquinhos (kapitan)          |
| 7  | NA   | Chwicza Kwaracchelia          |
| 8  | PO   | Fabián Ruiz                   |
| 9  | NA   | Gonçalo Ramos                 |
| 10 | NA   | Ousmane Dembélé               |
| 14 | NA   | Désiré Doué                   |
| 17 | PO   | Vitinha                       |
| 19 | PO   | Lee Kang-in                   |
| 21 | OB   | Lucas Hernández               |

| Nr | Poz. | Piłkarz            |
| -- | ---- | ------------------ |
| 24 | PO   | Senny Mayulu       |
| 25 | OB   | Nuno Mendes        |
| 29 | NA   | Bradley Barcola    |
| 33 | PO   | Warren Zaïre-Emery |
| 35 | OB   | Lucas Beraldo      |
| 39 | BR   | Matwiej Safonow    |
| 42 | OB   | Yoram Zague        |
| 45 | OB   | Naoufel El Hannach |
| 49 | NA   | Ibrahim Mbaye      |
| 51 | OB   | Willian Pacho      |
|    |      |                    |
| 87 | PO   | João Neves         |

### Piłkarze na wypożyczeniu
| Nr | Poz. | Piłkarz                                                  |
| -- | ---- | -------------------------------------------------------- |
|    | BR   | Lucas Lavallée (w Aubagne FC do 30 czerwca 2025)         |
|    | OB   | Nordi Mukiele (w Bayer Leverkusen do 30 czerwca 2025)    |
|    | OB   | Milan Škriniar (w Fenerbahçe SK do 30 czerwca 2025)      |
|    | PO   | Gabriel Moscardo (w Stade de Reims do 30 czerwca 2025)   |
|    | PO   | Carlos Soler (w West Ham United F.C. do 30 czerwca 2025) |

| Nr | Poz. | Piłkarz                                           |
| -- | ---- | ------------------------------------------------- |
|    | PO   | Marco Asensio (w Aston Villi do 30 czerwca 2025)  |
|    | PO   | Renato Sanches (w Benfice do 30 czerwca 2025)     |
|    | NA   | Ilyes Housni (w Le Havre do 30 czerwca 2025)      |
|    | NA   | Randal Kolo Muani (w Juventus do 30 czerwca 2025) |

## Sponsorzy i partnerzy

### Sponsorzy i partnerzy w sezonie 2021/22[20]
| Przedsiębiorstwo     | Funkcja                     |
| -------------------- | --------------------------- |
| Nike                 | Partner techniczny i główny |
| ACCOR Live Limitless | Partner Główny              |
| Visit Qatar          | Partner Premium             |
| ooredoo              | Partner Premium             |
| QNB                  | Partner Premium             |
| Visit Rwanda         | Partner Premium             |
| Qatar Airways        | Partner Premium             |
| ASPETAR              | Partner Premium             |
| Orange               | Partner Premium             |
| beIN SPORTS          | Partner Premium             |
| EA Sports            | Partner Premium             |
| AUTOHERO             | Partner Premium             |
| GEEKVAPE             | Partner Premium             |
| Coca-Cola            | Oficjalny partner           |
| MSC                  | Oficjalny partner           |
| McDonald’s           | Oficjalny partner           |
| UNIBET               | Oficjalny partner           |
| Hisense              | Oficjalny partner           |
| socios.com           | Oficjalny partner           |
| GAUSSIN              | Oficjalny partner           |
| REPLAY               | Oficjalny partner           |
| THERAGUN             | Oficjalny partner           |
| Dior                 | Oficjalny partner           |
| NIVEA MEN            | Oficjalny partner           |
| crypto.com           | Oficjalny partner           |
| HotForex             | Oficjalny partner           |
| American Express     | Oficjalny dostawca          |
| PITTA                | Oficjalny dostawca          |
| SMART GOOD THINGS    | Oficjalny dostawca          |
| leyu.com             | Partner Regionalny          |
| 22BET                | Partner Regionalny          |
| FONBET               | Partner Regionalny          |
| PLAYBETR             | Partner Regionalny          |

## Piłkarze w historii

### Królowie strzelców
Królowie strzelców ligi francuskiej występujący w barwach Paris Saint-Germain.
| Zawodnik           | Bramki | Sezon     |
| ------------------ | ------ | --------- |
| Carlos Bianchi     | 37     | 1977/1978 |
| Carlos Bianchi     | 27     | 1978/1979 |
| Pauleta            | 21     | 2005/2006 |
| Pauleta            | 15     | 2006/2007 |
| Zlatan Ibrahimović | 30     | 2012/2013 |
| Zlatan Ibrahimović | 26     | 2013/2014 |
| Zlatan Ibrahimović | 38     | 2015/2016 |
| Edinson Cavani     | 35     | 2016/2017 |
| Edinson Cavani     | 28     | 2017/2018 |
| Kylian Mbappé      | 33     | 2018/2019 |
| Kylian Mbappé      | 18     | 2019/2020 |
| Kylian Mbappé      | 27     | 2020/2021 |

### Uczestnicy mistrzostw świata
Spis piłkarzy uczestniczących w finałach Mistrzostw Świata powołanych z Paris Saint-Germain.
| Zawodnik            | Rok        |
| ------------------- | ---------- |
| Mustapha Dahleb     | 1982       |
| Dominique Baratelli | 1982       |
| Dominique Rocheteau | 1982, 1986 |
| Ivica Šurjak        | 1982       |
| Joël Bats           | 1986       |
| Michel Bibard       | 1986       |
| Luis Fernández      | 1986       |
| Gabriel Calderón    | 1990       |
| Safet Sušić         | 1990       |
| Zlatko Vujović      | 1990       |
| Raí                 | 1994       |
| Mauricio Pochettino | 2002       |
| Ronaldinho          | 2002       |
| Bartholomew Ogbeche | 2002       |
| Jay-Jay Okocha      | 2002       |
| David Rozehnal      | 2006       |
| Vikash Dhorasoo     | 2006       |
| Pauleta             | 2006       |
| Bonaventure Kalou   | 2006       |
| Ezequiel Lavezzi    | 2014       |
| Thiago Silva        | 2014, 2018 |
| David Luiz          | 2014       |
| Maxwell             | 2014       |
| Edinson Cavani      | 2014, 2018 |

| Zawodnik         | Rok        |
| ---------------- | ---------- |
| Salvatore Sirigu | 2014       |
| Marco Verratti   | 2014       |
| Thiago Motta     | 2014       |
| Yohan Cabaye     | 2014       |
| Blaise Matuidi   | 2014       |
| Lucas Digne      | 2014       |
| Kylian Mbappé    | 2018, 2022 |
| Alphonse Areola  | 2018       |
| Presnel Kimpembe | 2018       |
| Ángel Di María   | 2018       |
| Giovani Lo Celso | 2018       |
| Marquinhos       | 2018, 2022 |
| Neymar           | 2018, 2022 |
| Kevin Trapp      | 2018       |
| Julian Draxler   | 2018       |
| Thomas Meunier   | 2018       |
| Achraf Hakimi    | 2022       |
| Keylor Navas     | 2022       |
| Danilo Pereira   | 2022       |
| Vitinha          | 2022       |
| Nuno Mendes      | 2022       |
| Pablo Sarabia    | 2022       |
| Carlos Soler     | 2022       |
| Lionel Messi     | 2022       |

### Uczestnicy mistrzostw Europy
Spis piłkarzy uczestniczących w finałach Mistrzostw Europy powołanych z Paris Saint-Germain.
| Zawodnik            | Rok        |
| ------------------- | ---------- |
| Luis Fernández      | 1984       |
| Dominique Rocheteau | 1984       |
| Safet Sušić         | 1984       |
| Christian Perez     | 1992       |
| Youri Djorkaeff     | 1996       |
| Vincent Guérin      | 1996       |
| Bernard Lama        | 1996, 2000 |
| Patrice Loko        | 1996       |
| Alain Roche         | 1996       |
| Pauleta             | 2004       |
| Salvatore Sirigu    | 2012, 2016 |
| Thiago Motta        | 2012, 2016 |
| Blaise Matuidi      | 2012, 2016 |
| Jérémy Ménez        | 2012       |
| Zlatan Ibrahimović  | 2016       |
| Marco Verratti      | 2020       |